# Edeka
Edeka (EDEKA) – jedna z największych niemieckich sieci handlowych, obecnie jej udział w rynku szacowany jest na ponad 26%. Przedsiębiorstwo założone w 1898 r., składa się z kilku niezależnych podmiotów gospodarczych działających pod kontrolą Edeka Zentrale Stiftung & Co. KG, z siedzibą w Hamburgu. Posiada ponad 4100 sklepów, od niewielkich punktów handlowych w oficynach kamienic do hipermarketów prowadzących działalność pod szyldem Edeka.
Edeka działa równolegle w wielu przedsięwzięciach biznesowych związanych z usługami, na przykład Edekabank. Zajmuje się produkcją oraz sprzedażą detaliczną różnorodnego sprzętu i artykułów przemysłowych, prowadzonych w wyspecjalizowanych sklepach.

## Historia
Spółdzielnia była założona w 1898 pod nazwą E.d.K. (niem. Einkaufsgenossenschaft der Kolonialwarenhändler). W 1913 r. przemianowano nazwę na Edeka. W roku 1914 właściciele założyli bank pod nazwą Edekabank. Po zakończeniu II wojny światowej, odbudowano sieć handlową oraz przeniesiono centralę do Hamburga. W roku 1972 spółdzielnia zmieniła swój dotychczasowy sposób funkcjonowania na rynku i przekształciła się w dwanaście regionalnych przedsiębiorstw, zarówno korporacja, jak i Edekabank zmieniły swój dotychczasowy status prawny, stając się spółką akcyjną.
W listopadzie 2007 Edeka osiągnęła porozumienie ze spółką Tengelmann, uzyskując 70% udziału w sieci dyskontowej Plus. Sklepy Plus przemianowano na Netto Marken-Discount.

## Marki sieci handlowych
- Edeka nah und gut – sklepy o pow. do 400 m², przeważnie lokowane w dzielnicach miast;
- Edeka aktiv markt – supermarkety o pow. pomiędzy 400 m² do 800 m², zakładane na obrzeżach miast i wsi;
- Edeka neukauf – magazyny o pow. od 800 m² do 2000 m²;
- Edeka center (E-Center) – hipermarkety o pow. od 2000 m² do ponad 5000 m²;
- Edeka C&C Großmarkt – sieci handlowe (Mios), (Cash & Carry);
- Edeka Großverbraucherservice – dla przedsiębiorstw.

Sieci handlowe niebędące brandami Edeka, ale będące częścią grupy:
- SPAR Express – sieć sklepów typu convenience;
- aktiv discount – E-Center sieć sklepów w północnych Niemczech;
- Netto Marken-Discount – sieć sklepów dyskontowych;
- Marktkauf(inne języki) – sieć hipermarketów, głównie w zachodniej części Niemiec;
- SPAR(inne języki) (przejęty w roku 2005);
- Plus (przejęty w latach 2007–2010).